# 首藤百慧
首藤 百慧（すとう もえ、2002年2月28日 - ）は、日本のアイドル、女性アイドルグループ「ラストアイドル」の元メンバーである。

## 略歴
2002年（平成14年）2月28日、広島県に生まれる。中学3年生の頃より、STU48などのオーディションを多数受けるも合格には至らず、スキルアップのためアクターズスクール広島に入校した。
そこでラストアイドル2期生オーディションの情報を得て、挑戦者オーディションに合格。番組『ラストアイドル』2018年9月8日放送回で暫定メンバー佐佐木一心に挑戦、HKT48「キスは待つしかないのでしょうか?」を歌唱するも敗退した。
その後、ラストアイドル2期生アンダーとしてメンバー入りし、以降、ラストアイドルのCD、ライブ、イベント、SNS等のアイドル活動を行っている。
2020年、ラストアイドル10thシングルカップリング選抜を決める投票企画「オレトクナイン」で速報発表3位、中間発表3位となったが最終結果では選外となった。
2021年1月11日〜1月31日、ストリーミングサービスであるSHOWROOM内で行われた「雑誌bisレギュラーモデル争奪イベント」でラストアイドル歴代最高となる1800万を超えるポイントでグループ1位通過を果たす。
3月25日、デビュー日より一日も休むことなく続けていた、SHOWROOMの連続配信数が900日を超えた。
5月3日、ラストアイドル10thシングル「君は何キャラット？」発売記念特別企画！『SHOWROOM×ラストアイドル 10枚目シングル出しました！ファンのみなさんいつも応援ありがとう！配信リレー』にて300を超える売上を達成。
7月3日、SHOWROOMの連続配信日数1000日達成。これはデビュー日からの連続配信日数でもあり、同時にアイドルとしての活動が1000日となった。
7月31日、SHOWROOMの連続配信を終了。連続配信日数は1028日であった。
8月4日、体調面からアイドル活動を継続することが困難であるという判断から、この日をもって、ラストアイドルからの卒業が発表された。

## 書籍

### 雑誌
- bis（2021年4月1日、光文社）[6]

### Web記事
- ラストアイドルのナンバーワン努力家 首藤百慧ちゃんにインタビュー!（2021年4月12日、bis）[7]